# Ertianoba
Ertianoba (georgisch ერთიანობა – ნაციონალური მოძრაობა Ertianoba – Nazionaluri Modsraoba, deutsch Einheit – Nationale Bewegung) ist ein georgisches Wahlbündnis, das zur Parlamentswahl 2024 antrat.
Die Wahlallianz aus der liberal-konservativen Vereinten Nationalen Bewegung (ENM) und der liberalen Strategia Aghmashenebeli (SA) wurde im Juli 2023 erstmals unter dem Namen „Siegesplattform“ angekündigt. Im Juli 2024 erfolgte die Umbenennung in Ertianoba. Einen Monat später trat die ENM-Abspaltung Europäisches Georgien der Ertianoba bei. Formal handelt es sich bei der Wahlkoalition um eine eigenständige Partei, da Wahlbündnisse laut neuem georgischem Wahlrecht untersagt sind. Hierfür überließ die ENM der Ertianoba ihre Parteiregistrierung.
Als Spitzenkandidatin tritt die ENM-Fraktions- und Parteivorsitzende Tinatin Bokutschawa an.

## Mitgliedsparteien
| Logo | Parteiname                                                                             | Abkürzung | Parteivorsitzender  | Ausrichtung                                | Parlamentssitze (2024) |
| ---- | -------------------------------------------------------------------------------------- | --------- | ------------------- | ------------------------------------------ | ---------------------- |
|      | Vereinte Nationale Bewegung ერთიანი ნაციონალური მოძრაობა Ertiani Nazionaluri Modsraoba | ENM       | Tinatin Bokutschawa | Liberaler Konservatismus Pro-Europäismus   | 8/150                  |
|      | Strategiebauer სტრატეგია აღმაშენებელი Strategia Aghmashenebeli                         | SA        | Giorgi Waschadse    | Liberalismus Pro-Europäismus               | 2/150                  |
|      | Europäisches Georgien ევროპული საქართველო Ewropuli Sakartwelo                          | EG        | vakant              | Konservativer Liberalismus Pro-Europäismus | 1/150                  |